# José Saura
José Saura Celdrán (Cartagena, 5 de junio de 1901 - Granollers, 8 de junio de 1966) fue un ciclista español que compitió entre 1919 y 1926. Sus principales éxitos fueron dos victorias en el Campeonato de España en ruta.
Sus hijos José Saura y Gabriel Saura también fueron ciclistas profesionales.
Murió a consecuencia de un accidente de tráfico.

## Palmarés
- 1920
  - 3º en el Campeonato de España en ruta
- 1922
  -  Campeón de España en ruta
- 1924
  - 3º en el Gran Premio Pascuas
- 1926
  -  Campeón de España en ruta